# 533 v. Chr.
Portal Geschichte | Portal Biografien | Aktuelle Ereignisse | Jahreskalender | Tagesartikel

◄ |
7. Jahrhundert v. Chr. |
6. Jahrhundert v. Chr. |
5. Jahrhundert v. Chr. |
►

◄ | 550er v. Chr. | 540er v. Chr. | 530er v. Chr. | 520er v. Chr. |
510er v. Chr. |
►

◄◄ | ◄ | 536 v. Chr. | 535 v. Chr. | 534 v. Chr. | 533 v. Chr. |
532 v. Chr. |
531 v. Chr. |
530 v. Chr. |
► |
►►